# Lliga Santa (1571)
La Lliga Santa era la lliga formada pels estats controlats pels Habsburg d'Espanya, Nàpols, Sicília, els Estats Pontificis, la República de Venècia, la República de Gènova, el Gran Ducat de la Toscana, els ducats de Savoia, Parma i Urbino, i els Cavallers de Malta; tots ells representant països ancorats al voltant de la mar Mediterrània, per lluitar contra l'Imperi Otomà i la seva expansió al voltant de l'est del Mediterrani amb la presa de Xipre, i que va obtenir la victòria a la batalla de Lepant. La lliga va ser fundada pel papa Pius V per unir els estats catòlics de la zona, i va funcionar des de 1571 fins a 1573. La flota cristiana no va poder aprofitar la victòria i els otomans van reconstruir ràpidament les seves forces navals i Venècia es va veure obligada a negociar una pau separada, cedint Xipre als otomans i pagant un tribut de 300.000 ducats.